# Волков, Алексей Владимирович (хоккейный вратарь)
Алексей Владимирович Волков (род. 15 марта 1980, Свердловск) — российский хоккеист, вратарь. Генеральный менеджер челябинского «Трактора».

## Биография
Воспитанник свердловского хоккея. Начал профессиональную карьеру в 1995 году в возрасте 15 лет в составе «СКА-Автомобилист-2», проведя в дебютном сезоне 42 матча в Высшей лиге. Следующие два года провёл в фарм-клубе московских «Крыльев Советов», после чего на драфте НХЛ был выбран в 3 раунде под общим 76 номером клубом «Лос-Анджелес Кингз». В том же году принял решение отправиться в Северную Америку, где стал игроком клуба лиги QMJHL «Галифакс Мусхедз». В первом же сезоне за океаном стал лучшим новичком лиги, однако впоследствии ему так и не удалось пробиться в НХЛ, и в 2001 году отправился в аренду в уфимский «Салават Юлаев».
В 2002 году разорвал контракт с «Лос-Анджелесом», который действовал ещё год, и получил предложение от московского «Динамо», в составе которого за два последующих сезона провёл 16 игр с коэффициентом надёжности 1,71. Несмотря на хорошие показатели, перед началом сезона 2004/05 руководство «Динамо» не стало продлевать контракт, и Волков перешёл в другой московский клуб — «Спартак», где стал основным вратарём, проведя на площадке 43 матча с коэффициентом 2,43.
Сезон 2005/06 начал в составе подмосковного ХК МВД, однако, проведя в его составе лишь два матча, заключил соглашение с чеховским «Витязем», где выступал на протяжении последующих трёх с половиной сезонов. 15 июля 2009 года вернулся в ХК МВД, подписав с клубом однолетний контракт. Стал дублёром Майкла Гарнетта, и в сезоне 2009/10 вместе с командой стал настоящим открытием Континентальной хоккейной лиги, лишь в финале уступив казанскому «Ак Барсу» со счётом 3:4. Тем не менее, после успешного сезона подмосковный клуб был расформирован, и Волков вместе с 16 одноклубниками во второй раз в своей карьере стал игроком московского «Динамо».
В сезоне 2010/11 провёл на площадке 25 матчей с коэффициентом надёжности 2,49, после чего руководство клуба предложило ему новый однолетний контракт. 30 января 2013 года перешёл в «Атлант». В межсезонье 2013 года подписал контракт с уфимским «Салаватом Юлаевым».
В конце июня 2015 г. объявил что завершил карьеру игрока, и стал ассистентом генерального менеджера в клубе «Автомобилист».
С 2020 по 2022 год являлся генеральным менеджером омского «Авангарда». В 2023 году назначен на аналогичную должность в челябинском «Тракторе».

### В сборной
В составе сборной России Волков принимал участие в юниорском чемпионате Европы 1998 года, на котором стал бронзовым призёром, а также в молодёжных чемпионатах мира 1999 и 2000 годов, которые принесли ему золотые и серебряные медали. В 1999 году был третьим вратарём главной сборной на чемпионате мира. Также Волков призывался в состав сборной для участия в матчах Еврохоккейтура в сезонах 2003/04 и 2010/11.

## Достижения
- Бронзовый призёр юниорского чемпионата Европы 1998.
- Лучший оборонительный новичок года QMJHL 1999.
- Чемпион мира среди молодёжи 1999.
- Серебряный призёр молодёжного чемпионата мира 2000.
- Финалист Кубка Гагарина 2010.
- Обладатель Кубка Гагарина сезона 2011/12.
- Серебряный призёр чемпионата России сезона 2013/14
- Обладатель Кубка Гагарина сезона 2020/21 как генеральный менеджер «Авангарда».

## Статистика выступлений
Последнее обновление: 27 августа 2013 года
|             |                     |             | Регулярный сезон | Регулярный сезон | Регулярный сезон | Регулярный сезон | Регулярный сезон | Плей-офф | Плей-офф | Плей-офф | Плей-офф | Плей-офф |
| Сезон       | Команда             | Лига        | Игр              | М                | ПШ               | «0»              | КН               | Игр      | М        | ПШ       | «0»      | КН       |
| ----------- | ------------------- | ----------- | ---------------- | ---------------- | ---------------- | ---------------- | ---------------- | -------- | -------- | -------- | -------- | -------- |
| 1995/96     | Автомобилист Екб    | Высшая лига | 42               | 2520             | 78               |                  | 1,47             | —        | —        | —        | —        | —        |
| 1996/97     | Спартак Екб-2       | Первая лига | 34               | 2040             | 66               |                  | 1,94             | —        | —        | —        | —        | —        |
| 1996/97     | Крылья Советов-2    | Первая лига | 8                | 48               | 9                |                  | 1,25             | —        | —        | —        | —        | —        |
| 1997/98     | Крылья Советов-2    | Первая лига | 27               | 1620             | 72               |                  | 2,67             | —        | —        | —        | —        | —        |
| 1998/99     | Галифакс Мусхедз    | QMJHL       | 39               | 2332             | 105              | 2                | 2.70             | 5        | 282      | 21       | 0        | 4,47     |
| 1999/00     | Галифакс Мусхедз    | QMJHL       | 40               | 2222             | 124              | 1                | 3,35             | 8        | 417      | 29       | 0        | 4,18     |
| 2000/01     | Нью-Орлеан Брасс    | ECHL        | 29               | 1577             | 81               | 1                | 3,08             | —        | —        | —        | —        | —        |
| 2000/01     | Лоуэлл Лок Монстерз | АХЛ         | 5                | 202              | 16               | 0                | 4,75             | —        | —        | —        | —        | —        |
| 2001/02     | Салават Юлаев       | Суперлига   | 29               | 1710             | 62               | 3                | 2,18             | —        | —        | —        | —        | —        |
| 2002/03     | Динамо Мск          | Суперлига   | 5                | 285              | 8                | 2                | 1,68             | —        | —        | —        | —        | —        |
| 2003/04     | Динамо Мск          | Суперлига   | 11               | 625              | 18               | 3                | 1,73             | —        | —        | —        | —        | —        |
| 2004/05     | Спартак             | Суперлига   | 43               | 2445             | 99               | 4                | 2,43             | —        | —        | —        | —        | —        |
| 2005/06     | ТХК Тверь           | Первая лига | 3                | 180              | 7                |                  | 2,33             | —        | —        | —        | —        | —        |
| 2005/06     | ХК МВД              | Суперлига   | 2                | 119              | 6                | 0                | 3,01             | —        | —        | —        | —        | —        |
| 2005/06     | Витязь-2            | Первая лига | 5                | 300              | 10               |                  | 2,00             | —        | —        | —        | —        | —        |
| 2005/06     | Витязь              | Суперлига   | 5                | 170              | 8                | 1                | 2,82             | —        | —        | —        | —        | —        |
| 2006/07     | Витязь              | Суперлига   | 18               | 1003             | 41               | 1                | 2,45             | 1        | 59       | 1        | 0        | 1,01     |
| 2007/08     | Витязь              | Суперлига   | 42               | 2155             | 107              |                  | 2,98             | —        | —        | —        | —        | —        |
| 2008/09     | Витязь              | КХЛ         | 37               | 2034             | 110              | 1                | 3,24             | —        | —        | —        | —        | —        |
| 2009/10     | ХК МВД              | КХЛ         | 14               | 827              | 37               | 0                | 2,68             | 2        | 38       | 3        | 0        | 4,74     |
| 2010/11     | Динамо Мск          | КХЛ         | 24               | 1241             | 51               | 1                | 2,47             | 1        | 38       | 2        | 0        | 3,16     |
| 2011/12     | Динамо Мск          | КХЛ         | 24               | 1295             | 47               | 2                | 2,18             | —        | —        | —        | —        | —        |
| 2011/12     | Динамо Бшх          | ВХЛ         | 2                | 122              | 6                | 0                | 2,95             | —        | —        | —        | —        | —        |
| 2012/13     | Динамо Мск          | КХЛ         | 12               | 669              | 30               | 0                | 2,69             | —        | —        | —        | —        | —        |
| 2012/13     | Атлант              | КХЛ         | 0                | 0                | 0                | 0                | —                | 1        | 17       | 3        | 0        | 10,6     |
| Всего в КХЛ | Всего в КХЛ         | Всего в КХЛ | 111              | 6064             | 275              | 4                | 2,72             | 4        | 92       | 8        | 0        | 5,22     |

### В сборной
| Турнир   | Место | Игр | М   | ПШ | «0» | КН   |
| -------- | ----- | --- | --- | -- | --- | ---- |
| ЮЧЕ-1998 |       | 5   |     | 9  |     | 1,80 |
| МЧМ-1999 |       | 7   | 409 | 10 |     | 1,47 |
| МЧМ-2000 |       | 5   | 185 | 4  | 0   | 1,30 |